# Liste der Mitglieder der National Academy of Sciences/1938
Im Jahr 1938 wählte die National Academy of Sciences der Vereinigten Staaten 19 Personen zu ihren Mitgliedern.

## Neugewählte Mitglieder
- Carl D. Anderson (1905–1991)
- Walter H. Bucher (1889–1965)
- Edward Adelbert Doisy (1893–1986)
- John Adam Fleming (1877–1956)
- Alfred Fowler (1868–1940)
- Pierre Janet (1859–1947)
- Warren K. Lewis (1882–1975)
- William de B. MacNider (1881–1951)
- Carl S. Marvel (1894–1988)
- Theophilus Shickel Painter (1889–1969)
- Worth H. Rodebush (1887–1959)
- Soren P. Sorensen (1868–1939)
- Lewis J. Stadler (1896–1954)
- George W. Stewart (1876–1956)
- Marshall H. Stone (1903–1989)
- Louis Thurstone (1887–1955)
- David Meredith Seares Watson (1886–1973)
- Simeon Wolbach (1880–1954)
- Theodore von Karman (1881–1963)